# Propstei (Kirche)
Eine Propstei (veraltet auch Probstei, von lateinisch praepositura, „das Amt eines Vorgesetzten, -Aufsehers“) bezeichnet ursprünglich ein Kloster, dem ein Propst vorsteht. Daneben bezeichnet das Wort das Amt, die Dignität (Würde), den Amtsbereich oder auch den Amts- bzw. Wohnsitz eines Propstes. Die jeweilige Bedeutung ergibt sich aus dem Kontext.

## Evangelische Kirchen
In einigen evangelischen Landeskirchen und der Selbständigen Evangelisch-Lutherischen Kirche ist die Propstei eine Verwaltungseinheit.
Der Sprachgebrauch ist uneinheitlich: In einigen Landeskirchen wie der Evangelisch-Lutherischen Landeskirche in Braunschweig und der Evangelisch-Lutherischen Kirche in Norddeutschland stellt die Propstei die untere Verwaltungsebene dar und setzt sich aus mehreren Kirchengemeinden zusammen. Diese ist in der allgemeinen Verwaltung dem deutschen Landkreis vergleichbar und entspricht in der römisch-katholischen Kirche dem Dekanat. In anderen Landeskirchen wie der Evangelischen Kirche in Hessen und Nassau und der Evangelischen Kirche in Mitteldeutschland ist die Propstei dagegen die mittlere Verwaltungsebene, die in der allgemeinen Verwaltung dem deutschen Regierungsbezirk vergleichbar ist, und setzt sich aus Dekanaten oder Kirchenkreisen zusammen.
Auch in den evangelisch-lutherischen Kirchen Skandinaviens ist der Begriff gebräuchlich. Die Bistümer der Dänischen Volkskirche sind in provstier unterteilt, die der Norwegischen Kirche in prostier, die der Evangelisch-Lutherischen Kirche Finnlands in prosterier (schwedisch, finnisch rovastikunta). In der Schwedischen Kirche heißt die entsprechende Verwaltungseinheit kontrakt, ihr Leiter kontraktsprost.
An der Spitze der Propstei steht der Propst. Auf der unteren Verwaltungsebene haben Propsteien in manchen Kirchen eine Propsteisynode als beschlussfassendes Gremium.

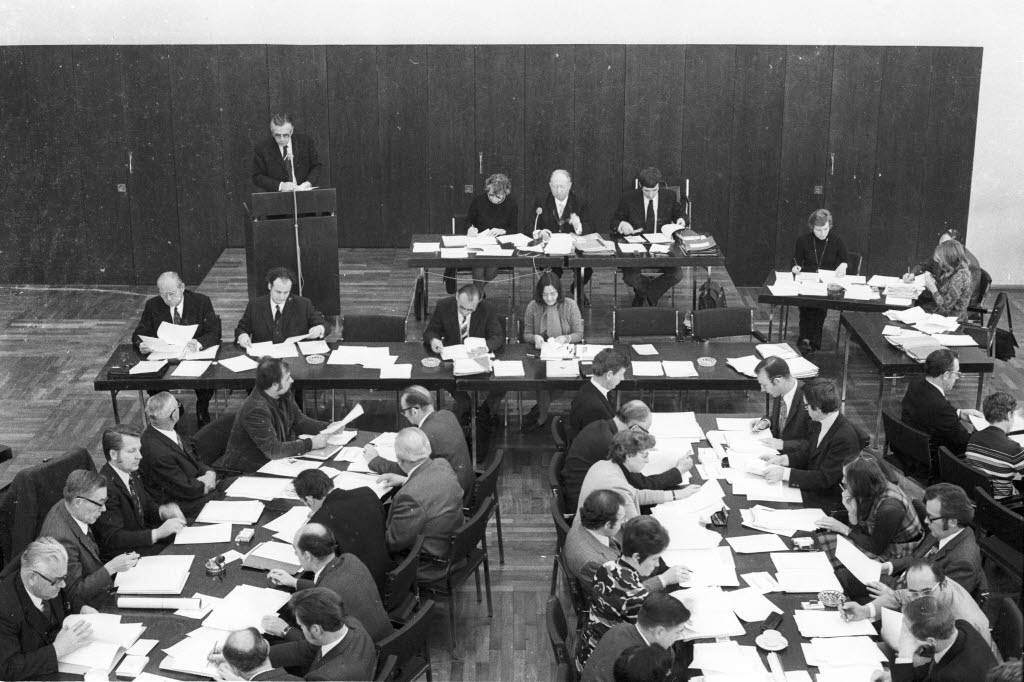
Haushaltsberatung der Kieler Propsteisynode (1972)

## Römisch-katholische Kirche
In der römisch-katholischen Kirche existieren historisch bedingt etliche Varianten der Propstei. Gemeinsam ist ihnen, dass der Amtsträger den Titel Propst führt und in den allermeisten Fällen eine Verbindung zu einem Kathedral- oder Stiftskapitel bzw. zu einem (monastischen) Kloster besteht oder bestand. So werden etwa auch klösterliche Niederlassungen als Propstei bezeichnet. Dabei kann es sich sowohl um eine kirchenrechtlich selbständige Niederlassung (vergleichbar dem Status einer Abtei) als auch um ein sogenanntes abhängiges Haus (vergleichbar einem Priorat) handeln.